# Samsung Galaxy J3 Prime
O Samsung Galaxy J3 Prime (também conhecido como Galaxy J3 Emerge, Galaxy J3 Eclipse, Galaxy Express Prime 2 e Galaxy Amp Prime 2) é um smartphone Android fabricado pela Samsung Electronics e foi lançado em janeiro de 2017. É utilizado principalmente pelos operadores móveis como um telemóvel de marca.

## Especificações
O Galaxy J3 Prime possui um ecrã LCD TFT de 5,0 polegadas com resolução HD Ready (720x1280 pixéis). A câmara traseira de 5 MP tem uma abertura de f/1.9, focagem automática, flash LED e HDR. A câmara frontal de 2 MP tem uma abertura de f/2.2.
Todos os modelos têm 1,5 GB de RAM e 16 GB de armazenamento interno que pode ser expandido até 256 GB através de um cartão microSD. O telemóvel tem uma bateria amovível de 2600 mAh. Existem diferenças no SoC que são diferenciadas abaixo:
Sprint
O Galaxy J3 Emerge, da marca Sprint, é alimentado por um SoC Qualcomm Snapdragon 430 com um CPU ARM Cortex-A53 octa-core de 1,4 GHz e GPU Adreno 505.
AT&T
O Galaxy Express Prime 2, da AT&T, é alimentado por um SoC Exynos 7570 com um CPU quad-core Cortex-A53 de 1,4 GHz e uma GPU ARM Mali-T720.
Boost Mobile, Cricket, T-Mobile, Verizon
O Galaxy J3 Prime (T-Mobile), o Galaxy J3 Eclipse (Verizon), o Galaxy Amp Prime 2 (Cricket) e o Galaxy J3 Emerge (Boost Mobile) são alimentados por um SoC Snapdragon 425 com um CPU quad-core Cortex-A53 de 1,4 GHz e uma GPU Adreno 308.

### Software
O J3 Prime vem com o Android 6.0 “Marshmallow” e a interface de utilizador TouchWiz da Samsung. Os telemóveis AT&T e Cricket foram lançados com Android 7.0 “Nougat” e Samsung Experience.